# أنايروود جوناوث
أنايروود جوناوث (بالإنجليزية: Anerood Jugnauth)‏ (من مواليد 29 مارس 1930) هو سياسي موريشيوسي، تولَّى رئاسة وزراء بلاده مرَّتين: الأولى بين عامي 1982 و1995 والأُخرى بين عامي 2000 و2003، ثم أصبح رئيسًا للجمهورية بدايةً من أكتوبر 2003 وحتى استقالته في مارس 2012.

## روابط خارجية
- أنايروود جوناوث على موقع مونزينجر (الألمانية)
- أنايروود جوناوث على موقع إن إن دي بي (الإنجليزية)